# 1998 في جمهورية أيرلندا
فيما يلي قوائم الأحداث التي وقعت خلال عام 1998 في جمهورية أيرلندا.

## ظهور
- 1 يناير – ويستلايف

## مواليد

### مارس
- 8 مارس – مولي ستيرلينغ مغنية أيرلندية.

### يونيو
- 18 يونيو – جون إيريك أودوري

## وفيات

### يناير
- 1 يناير – باربرا جيرترود ييتس (مواليد 1919) رياضياتية أيرلندية.
- 5 يناير – فيرونيكا بيرنز (مواليد 1914)

### يونيو
- 23 يونيو – مورين أوسوليفان (مواليد 1911)